# Manchas de Roth
Las manchas de Roth son hemorragias retinales (retinianas) con centro pálido o de color blanco compuestas y rodeadas de fibrina coagulada  o cúmulos de hematíes.
Estas manchas pueden observarse en el fondo de ojo mediante el uso de un oftalmoscopio.
Las manchas de Roth generalmente son causadas por vasculitis mediada por inmunocomplejos debido a la endocarditis bacteriana, también pueden ser observadas en leucemia, diabetes, anemia perniciosa, isquemia y raramente en retinopatía por VIH.
Tales manchas es nombraron en honor de Moritz Roth.